# Xiedian
Xiedian (kinesiska: 斜店乡, 斜店) är en socken i Kina. Den ligger i provinsen Shandong, i den östra delen av landet, omkring 150 kilometer väster om provinshuvudstaden Jinan. Antalet invånare är 34450. Befolkningen består av 16 874 kvinnor och 17 576 män. Barn under 15 år utgör 17,0 %, vuxna 15-64 år 74 %, och äldre över 65 år 7,0 %.
Genomsnittlig årsnederbörd är 630 millimeter. Den regnigaste månaden är juli, med i genomsnitt 207 mm nederbörd, och den torraste är januari, med 3 mm nederbörd.